# Dagana

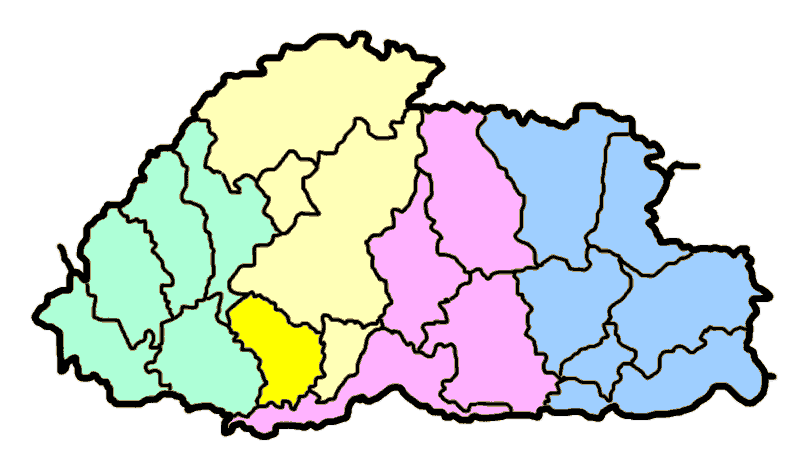
Districtul Dagana

Dagana este un district din Bhutan. Are o suprfață de 1.534 km² și o populație de 26.800 locuitori. Districtul Dagana este divizat în 11 municipii.